# バーニングパブリッシャーズ
株式会社バーニングパブリッシャーズは、日本の音楽出版社である。

## 概要
一般的にはバーニングプロダクションの子会社とみなされているが、筆頭株主はバーニングプロではなくバーニングプロの社長を務める周防郁雄であり、厳密には関連会社である。
バーニングプロや、50社とも60社とも言われているバーニングプロ傘下のプロダクションに所属するアーティストの楽曲のみならず、それ以外のアーティストの楽曲の音楽出版権も数多く保有しており、音楽出版権ビジネスを日本に定着させた企業として知られている。
音楽出版業のほか、中山美穂をはじめとする系列傘下アーティストの作品の原盤制作、芸能マネジメント、インディーズレーベルの運営も手掛けている。

## 音楽出版事業
バーニングプロダクション系列であったT&C ミュージック当時所属のピンクレディーらタレント歌手の音楽出版権利を持っていて
1995年から2000年まで小室哲哉の音楽活動をサポートしたため、Kiss Destination、globe、華原朋美、鈴木あみ、未来玲可、dos、tohkoなど小室プロデュース作品の多くの権利を持つ。ただし安室奈美恵に関してはバーニング経由の仕事ではないため権利を持っていない。
また、1990年代後半以降、エイベックスとの交流を深めたため、浜崎あゆみを筆頭にEvery Little Thing、Do As Infinity、AAA、東方神起など同社がマネジメントを務める一部アーティストの楽曲も保有している。
このほか、バーニングがアミューズにサザンオールスターズを出資デビューしたため「勝手にシンドバッド」「いとしのエリー」など初期の作品を同社が未だに保有しており、藤あや子、長山洋子ら自前の歌手を抱える演歌界にいたっても天童よしみや大月みやこなど他系列の歌手の楽曲の膨大な音楽出版権を保有している。GLAYの数多くの曲の権利も長い間保有していたが、こちらは2006年に本人サイドへ正式に譲渡されている。
傾向としていわゆる『バーニング系』とされるタレントが主演するドラマ主題歌やCMソングの出版権を掌握している。日本音楽著作権協会（JASRAC）が提供している検索サービスで確認できるだけで、管理楽曲は8100曲を超えている。

## 権利を保有する楽曲
- 内田有紀 「ONLY YOU」、「幸せになりたい」、他
- 川本真琴「愛の才能」、「桜」、「DNA」、他
- 小泉今日子 「私の16才」、「ひとり街角」、「艶姿ナミダ娘」、「あなたに会えてよかった」、「優しい雨」、他
- 郷ひろみ　「男の子女の子」、「お嫁サンバ」、「ハリウッド・スキャンダル」、「2億4千万の瞳」、「言えないよ」、他
- 小柳ゆき 「あなたのキスを数えましょう」、「愛情/can't hold me back」、他
- 藤あや子「こころ酒」、「むらさき雨情」、他
- 細川たかし「心のこり」、「望郷じょんがら」、他
- 中山美穂　「「C」」、「ただ泣きたくなるの」、「未来へのプレゼント」、「ツイてるねノッてるね」、「50/50」、他
- WaT 「卒業TIME」、他

そのほかにも、島谷ひとみ、高田みづえ、南沙織らの楽曲の権利を多く有している。

## 権利を保有する楽曲 (外部事務所所属者)
- 相川七瀬 「BREAK OUT!」
- 芦田愛菜 「ステキな日曜日〜Gyu Gyu グッデイ!〜」、「雨に願いを」
- EXILE 「もっと強く」、「あなたへ」、「EXILE PRIDE 〜こんな世界を愛するため〜」
- Every Little Thing 「Time goes by」、「ソラアイ」
- 欧陽菲菲 「ラヴ・イズ・オーヴァー」
- Kiss Destination「Girls, be ambitious!」
- 華原朋美 「I'm proud」、「save your dream」、「Hate tell a lie」
- globe 「Can't Stop Fallin' in Love」、「FACE」、「wanna Be A Dreammaker」、「Perfume of love」
- サザンオールスターズ「勝手にシンドバッド」、「いとしのエリー」、「栞のテーマ」、「チャコの海岸物語」、「C調言葉に御用心」
- THE YELLOW MONKEY 「BURN」
- シェネル「ビリーヴ」
- 鈴木あみ 「love the island」、「alone in my room」
- スピッツ 「遥か」
- 竹内まりや「不思議なピーチパイ」
- ともさかりえ「エスカレーション」、「くしゃみ」、「少女ロボット」
- dos 「Baby Baby Baby」
- tohko「BAD LUCK ON LOVE 〜BLUES ON LIFE〜」
- 東京JAP「摩天楼ブルース」
- Do As Infinity「Yesterday & Today」、「遠くまで」、「冒険者たち」
- 中森明菜「MOONLIGHT SHADOW-月に吠えろ」
- 浜崎あゆみ 「Boys & Girls」、「SEASONS」、「Endless sorrow」
- 広瀬香美 「ロマンスの神様」、「幸せをつかみたい」
- バブルガム・ブラザーズ 「WON'T BE LONG」
- BLANKEY JET CITY 「ダンデライオン」
- 松田聖子「哀しみのボート」
- 未来玲可「海とあなたの物語」
- 観月ありさ「TOO SHY SHY BOY!」
- Mr.Children「旅立ちの唄」
- 三原順子 「セクシー・ナイト」

このほかにも、青山テルマ、新垣結衣、井上昌己、石野真子、石田ひかり、五木ひろし、岩井小百合、宇都美慶子、大貫妙子、風見慎吾、加藤ミリヤ、柏原芳恵、川中美幸、CLIFF EDGE、Shela、下川みくに、田中ロウマ、day after tomorrow、DJ YUTAKA、童子-T、野口五郎、BIGBANG、Favorite Blue、細川たかし、宮沢りえ、MINMI、m.o.v.e、melody.、Michi/michimemoirらの楽曲の権利を有する。

## 管理楽曲の積極的な活用
バーニングパブリッシャーズは同社が管理する楽曲をアーティストにカバーさせるなどして積極的に活用している。
- 広瀬香美がサザンオールスターズの『いとしのエリー』をカバー(2001年)
- 島谷ひとみが中山美穂&WANDSの『世界中の誰よりきっと』をカバー(2006年)
- EXILE&倖田來未がバブルガム・ブラザーズの『WON'T BE LONG』をカバー(2006年)
- 酒井法子が中山美穂&WANDSの『世界中の誰よりきっと』をカバー(2007年)
- 青山テルマが小泉今日子の『あなたに会えてよかった』をカバー(2008年)
- 青山テルマが中山美穂の『You're My Only Shinin' Star』をカバー(2008年)
- misonoが広瀬香美の『ゲレンデがとけるほど恋したい』をカバー(2009年)
- 広瀬香美がEvery Little Thingの『Time goes by』、小泉今日子の『優しい雨』をカバー(2010年)
- Michi/michimemoirが内田有紀の『幸せになりたい』をリマスタリング・リアレンジ・リミックスなどを施し公開(2023年)

## 自社レーベル
BP RECORDS
- sunny-side up
- WaT

Rosso RECORDS
- shela

BURNING PUBLISHERS
- Michi/michimemoir

## 関連会社
- バーニングプロダクション
- ビッグアップル
- サムデイ
- エヴァーグリーン・エンタテイメント